# Trabitz
Trabitz je německá obec ve vládním obvodě Horní Falc v zemském okrese Neustadt an der Waldnaab v Bavorsku. Obec je součástí společenství obcí Pressath. Trabitz má přibližně 1 300 obyvatel. 

## Geografie
Trabitz leží v údolí řeky Haidenaab, severozápadně od Pressathu. 

### Místní části
Obec má dvacet místních částí: 
| - Bärnwinkel - Blankenmühle - Burkhardsreuth - Drahthammer - Feilersdorf - Feilershammer - Fischgrub | - Gänsmühle - Grub - Grünbach - Hub - Kohlbach - Kurbersdorf - Pichlberg | - Preißach - Schmierhof - Trabitz - Weihersberg - Zainhammer - Zessau |